# Lin Chen-hao
Lin Chen-hao (chinesisch 林真豪, Pinyin Lín Zhēn Háo; * 26. Oktober 1997 in Taichung) ist eine taiwanische Judoka aus dem Ami-Volk. Sie trat bei den Olympischen Sommerspielen 2020 in Tokio und 2024 in Paris an.

## Sportliche Karriere
Lin gewann bei den Judo-Asienmeisterschaften 2021 die Bronzemedaille. Ihr olympisches Debüt hatte sie bei den Olympischen Sommerspielen in Tokio, wo sie in der Gewichtskategorie bis 48 kg den 7. Platz belegte.
2024 trat sie bei den Olympischen Sommerspielen in Paris erneut an. Im Achtelfinale unterlag sie der Kasachin Abiba Abuschakinowa und schied aus dem Turnier aus.